# Sándwich de helado

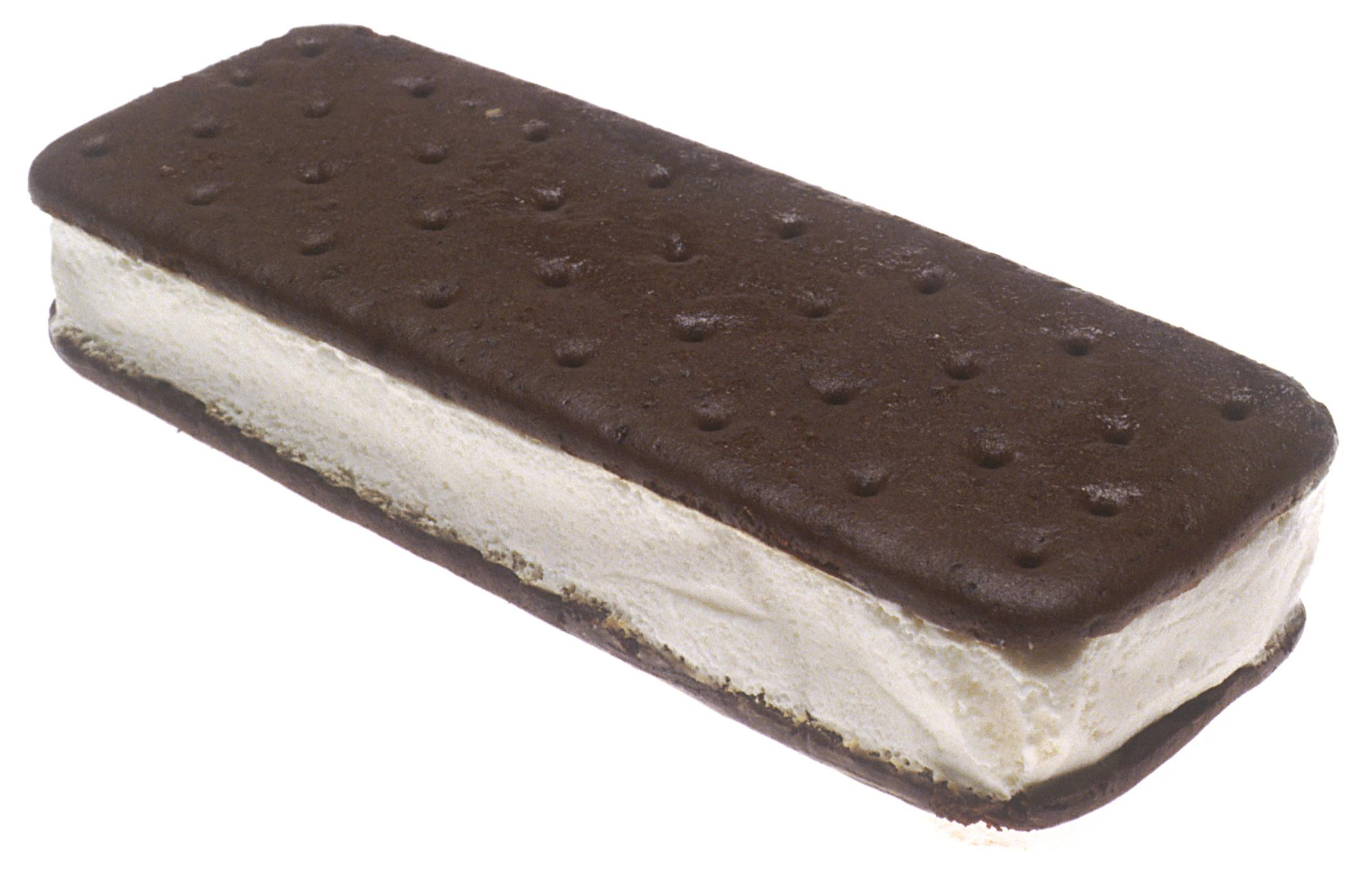
Sándwich de helado.

El sándwich de helado, bocadito de helado o corte consiste en una capa de helado (generalmente de nata) entre dos galletas, (generalmente de chocolate fino y con huecos). La mayoría de los sándwiches de helado tienen forma rectangular. La mayoría de las grandes compañías de helado lo tienen en su menú. También es conocido como alfajor helado.
Se cree que el sándwich de helado fue inventado en 1890 por los vendedores ambulantes de Lower East Side de Manhattan, en Nueva York (Estados Unidos). La popularidad de éstos ha aumentado constantemente, lo que inspiró a compañías lecheras a crear sus propias versiones de sándwiches de helado para sus clientes.